# Condado de Worcester (Maryland)
El condado de Worcester (pronunciado localmente como "Wish-ter" o "Wohr-shter) es el condado ubicado más al este del estado de Maryland. Su nombre es el de Earl of Worcester. Su sede está en Snow Hill.

## Historia
El Condado de Worcester fue extraído del Condado de Somerset en 1742.

## Demografía
Según el censo de 2000, el condado cuenta con 46.543 habitantes, 19.694 hogares y 13.273 familias que residentes. La densidad de población es de 38 hab/km² (98 hab/mi²). Hay 47.360 unidades habitacionales con una densidad promedio de 39 u.a./km² (100 u.a./mi²). La composición racial de la población del condado es 81,20% Blanca, 16,66% Afroamericana, 0,18% Nativa americana, 0,61% Asiática, 0,02% De las islas del Pacífico, 0,37% de Otros orígenes y 0,97% de dos o más razas. El 1,28% de la población es de origen hispano o latino cualquiera sea su raza de origen.
De los 19.694 hogares, en el 24,50% viven menores de edad, 53,20% están formados por parejas casadas que viven juntas, 10,80% son llevados por una mujer sin esposo presente y 32,60% no son familias. El 26,30% de todos los hogares están formados por una sola persona y 11,60% incluyen a una persona de más de 65 años. El promedio de habitantes por hogar es de 2,33 y el tamaño promedio de las familias es de 2,79 personas.
El 20,50% de la población del condado tiene menos de 18 años, el 6,20% tiene entre 18 y 24 años, el 26,40% tiene entre 25 y 44 años, el 26,90% tiene entre 45 y 64 años y el 20,10% tiene más de 65 años de edad. La mediana de la edad es de 43 años. Por cada 100 mujeres hay 95,20 hombres y por cada 100 mujeres de más de 18 años hay 92,30 hombres.
La renta media de un hogar del condado es de $40.650, y la renta media de una familia es de $47.293. Los hombres ganan en promedio $31.735 contra $24.319 por las mujeres. La renta per cápita en el condado es de $22.505. 9,60% de la población y 7,20% de las familias tienen entradas por debajo del nivel de pobreza. De la población total bajo el nivel de pobreza, el 17,00% son menores de 18 y el 6,40% son mayores de 65 años.

## Ciudades y pueblos
Oficialmente las municipalidad es del condado son una ciudad y tres pueblos:
- Ciudad:
  1. Pocomoke City (desde 1865)
- Pueblos:
  1. Berlin (desde 1868)
  2. Ocean City (desde 1880)
  3. Snow Hill (desde 1812)
- CDP:

1. Bishopville
2. Girdletree
3. Newark
4. Ocean Pines
5. Showell
6. Stockton
7. West Ocean City
8. Whaleyville

- Áreas no incorporadas por el censo:

1. Boxiron
2. Cedartown
3. Friendship
4. Germantown
5. Goodwill
6. Klej Grange
7. Libertytown
8. Nassawango Hills
9. Poplartown
10. Public Landing
11. Sinnepuxent
12. South Point
13. Taylorville
14. Whiteon